# Astragalus beypazaricus
Astragalus beypazaricus är en ärtväxtart som beskrevs av Dieter Podlech och Aytac. Astragalus beypazaricus ingår i släktet vedlar, och familjen ärtväxter. Inga underarter finns listade i Catalogue of Life.